# Henry Addington, 1. viscount Sidmouth
Henry Addington, viscount Sidmouth (født 30. maj 1757, død 15. februar 1844) var en engelsk statsmand. 

## Formand for Underhuset
Addington var præstesøn og valgtes 1783 som Mr. Addington til
Underhuset, sluttede sig ivrigt til sin
barndomsven William Pitt den yngre og blev 1789 Husets formand. Han
understøttede vel 1799 loven om Irlands union
med Storbritannien, men var en afgjort
modstander af katolikkernes ligestilling og blev
derfor særlig yndet af Georg III. 

## Premierminister
Efter Pitt’s afgang marts 1801 blev S. førsteminister og
sluttede n. å. Freden i Amiens; men da krigen med
Frankrig udbrød på ny 1803, viste han kun
liden kraft i sine rustningsbestræbelser og blev derfor fortrængt i maj 1804. 

## Finansminister
Henry Addington var også finansminister fra 1801 til 1804.

## Formand for Geheimerådet
Derimod blev han 1805 ophøjet til peer som viscount S. og var en kort
tid Formand for Geheimeraadet under Pitt samt
paa ny i Grenville’s ministerium febr. 1806—marts 1807. 

## Indenrigsminister
Endelig blev han juni 1812 indenrigsminister, viste stor strenghed i udøvelsen af
de politiske tvangslove, men opgav jan. 1821
indenrigsministeriet og trak sig juli 1824 helt
tilbage, fordi han misbilligede Cannings
godkendelse af de nyspanske staters uafhængighed.